# Alberto Jiménez Fraud
Pour les articles homonymes, voir Jiménez.
Alberto Jiménez Fraud, né le 4 février 1883 à Malaga (Espagne) et mort le 23 avril 1964 à Genève (Suisse), est un pédagogue espagnol.

## Biographie
Licencié en droit à l'Université de Grenade, il fut essayiste, traducteur et éditeur.
Jiménez Fraud fut célèbre pour son très grand travail dans les domaines de l'enseignement et de l'éducation. Disciple de Francisco Giner de los Ríos, il œuvra beaucoup et fut l'auteur de grand nombre d'initiatives pour améliorer la pédagogie espagnole. Il fut très lié à l'Institution libre d'enseignement et dirigea la Résidence d'étudiants de Madrid, depuis sa création en 1910 jusqu'au début de la guerre civile espagnole en 1936.
Il se distingua pour sa plus implacable neutralité politique, croyait à l'éducation libérale et s'attacha à toujours appliquer les principes krausistes auxquels il croyait fermement.

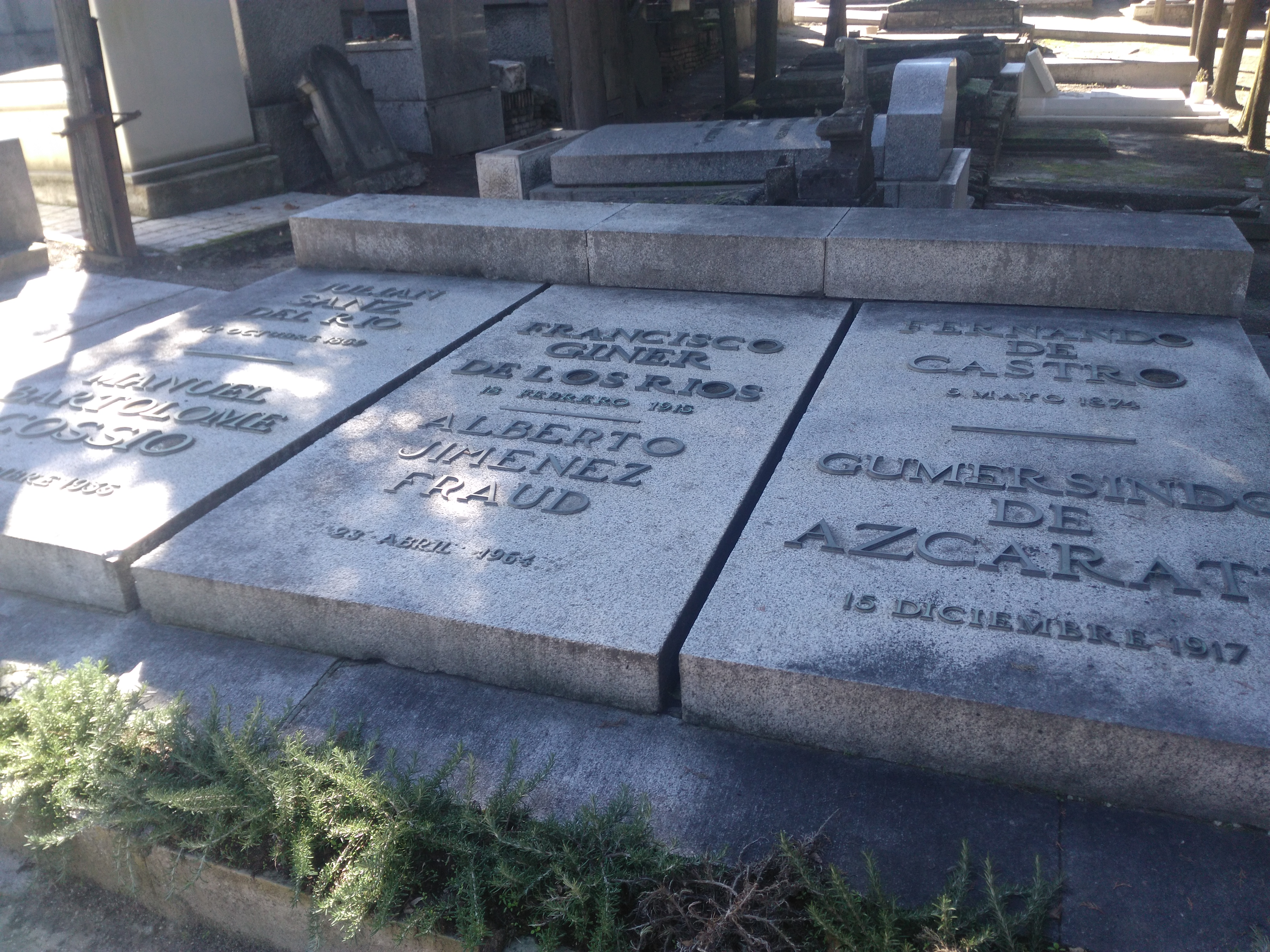
Tombe d'Alberto Jiménez Fraud au cimetière civil de Madrid, aux côtés d'autres membres de l'Institution libre d'enseignement.

## Œuvre

### Publications
- (es) La universidad española en la Edad Media y en el Renacimiento, Revista Hispánica Moderna, v2 n3 (Apr., 1936), p.173-192, 1936
- (es) Los colegios y el ambiente universitario, Revista Hispánica Moderna, v2 n4 (Jul., 1936): 271-294, 1936
- (es) Selección y reforma, ensayo sobre la universidad renacentista española, El Colegio de México, 1944
- (es) La ciudad del estudio; ensayo sobre la universidad española, El Colegio de México, 1944
- (es) Ocaso y restauración, ensayo sobre la universidad española moderna, El Colegio de México, 1948
- (en) Cincuentenario de la Residencia de Estudiantes : 1910-1960, Oxford, 1960
- (es) Historia de la Universiadad Española, Alianza, 1971
- (es) La Residencia de Estudiantes. Visita a Maquiavelo, Ariel, 1972
- (es) Juan Valera y la generación de 1868, Taurus, 1973
- (es) Jardinillos, Ministerio de Cultura, 1983

Posthume
- (es) Residentes, semblanzas y recuerdos, Alianza, 1989
- (es) Estudios sobre la universidad española, El Colegio de México, 2010

### Traductions
- (es) James Joyce, Desterrados : comedia en tres actos : con notas del autor, recientemente descubiertas, Buenos Aires, Sur, 1957, 204 p. (OCLC 50806447)
- (es) Alfred Loisy, El Evangelio y la Iglesia, A. Marzo, 1922, 270 p. (OCLC 434376846)

### Autres participations
- (es) Alberto Jiménez Fraud (1883-1964) y la Residencia de Estudiantes (1910-1936) : exposición, Consejo Superior de Investigaciones Científicas, Programa de Extensión Científica Ministerio de Cultura, Dirección General del Libro y Bibliotecas, D.L., 1987
- (en) Alberto Jiménez Fraud, « The 'residencia de estudiantes' », dans Ramón Martínez-López, Image of Spain, Austin, University of Texas, 1961 (OCLC 648609521)